# 日高川町
日高川町（日语：／ Hidakagawa chō */?）是位於日本和歌山縣中部的行政區劃。轄區主要位於日高川沿岸山區，有約90%區域為山林地，也因此山區部分的產業以林業為主，並大量生產紀州備長炭；而在西部平原區域以農業為主，並有養殖鮎魚。

## 人口
| 日高川町人口分布圖 |                                                 |  |
| 日高川町與日本全國年齡別人口分布比較圖 （2005年資料） | 日高川町的年齡、男女別人口分布圖 （2005年資料） |  |
| ■紫色是日高川町 ■綠色是全国 | ■藍色是男性 ■紅色是女性                         |  |
| 日高川町人口變化 \| 1970年 \| 13,610人 \| \| \| 1975年 \| 13,143人 \| \| \| 1980年 \| 12,274人 \| \| \| 1985年 \| 12,006人 \| \| \| 1990年 \| 11,746人 \| \| \| 1995年 \| 11,556人 \| \| \| 2000年 \| 11,607人 \| \| \| 2005年 \| 11,305人 \| \| \| 2010年 \| 10,509人 \| \| \| 2015年 \| 9,776人 \| \| \| 2020年 \| 9,219人 \| \| |                                                 |  |
| 資料來源：日本總務省統計中心提供之人口普查數據 |                                                 |  |
| 1970年 | 13,610人                                        |  |
| 1975年 | 13,143人                                        |  |
| 1980年 | 12,274人                                        |  |
| 1985年 | 12,006人                                        |  |
| 1990年 | 11,746人                                        |  |
| 1995年 | 11,556人                                        |  |
| 2000年 | 11,607人                                        |  |
| 2005年 | 11,305人                                        |  |
| 2010年 | 10,509人                                        |  |
| 2015年 | 9,776人                                         |  |
| 2020年 | 9,219人                                         |  |

## 歷史
在令制國時代屬於紀伊國日高郡，江戶時代後成為紀州藩的領地，19世紀末明治維新實施廢藩置縣後改隸屬和歌山縣。
1889年日本實施町村制時，現在的日高川町轄區在當時分屬矢田村、丹生村、早蘇村、船著村、川中村、川上村、寒川村共七個行政區劃；1950年代的昭和大合併期間，這七個行政區劃先後被合併為位於西側的川邊町、位於中部的中津村、位於東側的美山村三個行政區劃。2000年代平成大合併期間，這三個行政區劃再次被合併，由於日高川流過這三個行政區劃，因此合併後的新町名便決定為日高川町。

### 變遷表
| 1889年4月1日 | 1889年 - 1912年 | 1912年 - 1944年 | 1945年 - 1954年 | 1955年 - 1989年            | 1989年 - 現在               | 現在                        |
| ------------ | --------------- | --------------- | --------------- | -------------------------- | --------------------------- | --------------------------- |
| 矢田村       | 矢田村          | 矢田村          | 矢田村          | 1955年1月1日 合併為川邊町  | 2005年5月1日 合併為日高川町 | 2005年5月1日 合併為日高川町 |
| 丹生村       |                 |                 |                 | 1955年1月1日 合併為川邊町  | 2005年5月1日 合併為日高川町 | 2005年5月1日 合併為日高川町 |
| 早蘇村       |                 |                 |                 | 1955年1月1日 合併為川邊町  | 2005年5月1日 合併為日高川町 | 2005年5月1日 合併為日高川町 |
| 船著村       | 船著村          | 船著村          | 船著村          | 1956年8月1日 合併為中津村  | 2005年5月1日 合併為日高川町 | 2005年5月1日 合併為日高川町 |
| 川中村       |                 |                 |                 | 1956年8月1日 合併為中津村  | 2005年5月1日 合併為日高川町 | 2005年5月1日 合併為日高川町 |
| 川上村       | 川上村          | 川上村          | 川上村          | 1956年3月31日 合併為美山村 | 2005年5月1日 合併為日高川町 | 2005年5月1日 合併為日高川町 |
| 寒川村       |                 |                 |                 | 1956年3月31日 合併為美山村 | 2005年5月1日 合併為日高川町 | 2005年5月1日 合併為日高川町 |

## 交通

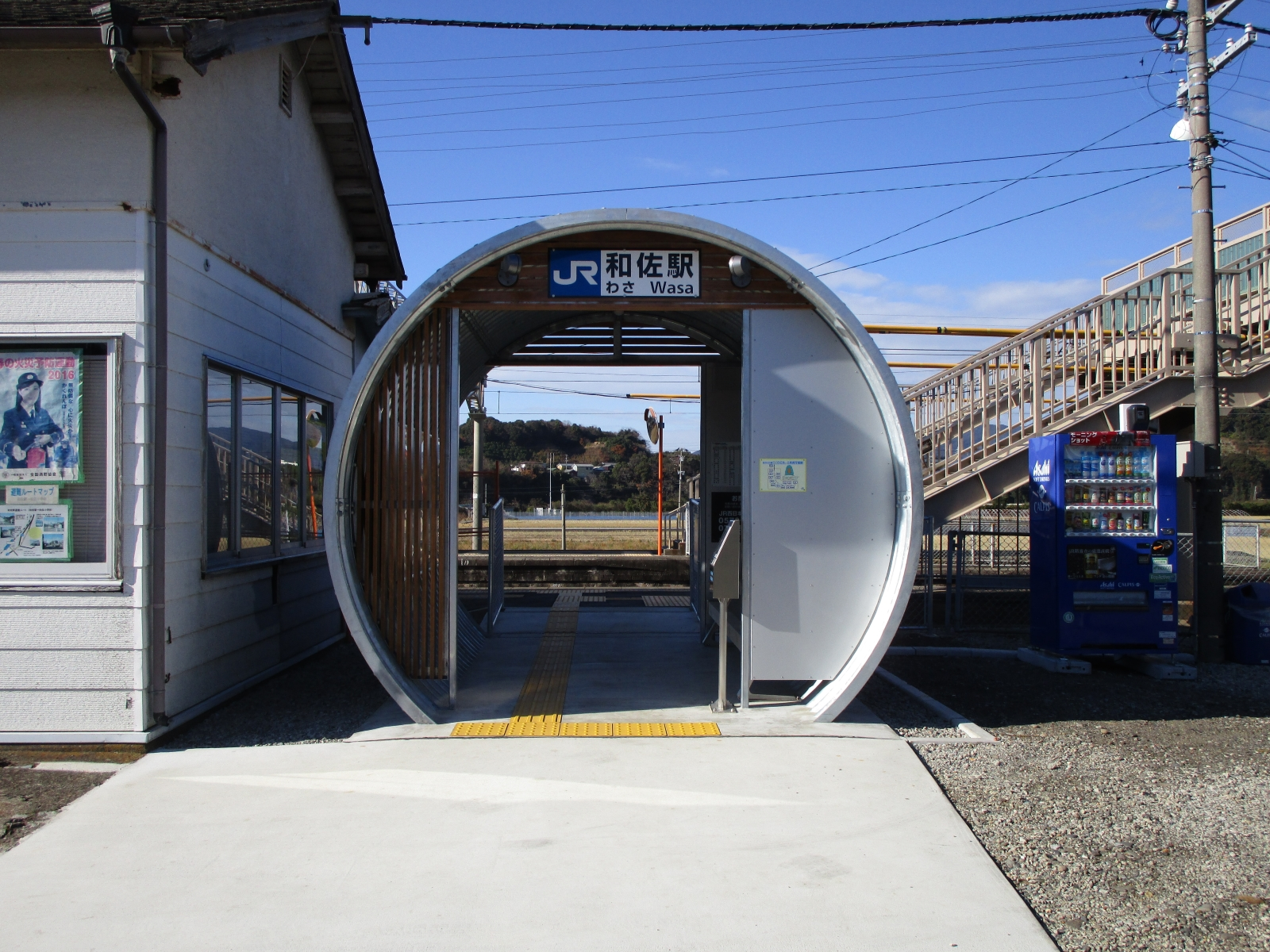
和佐車站

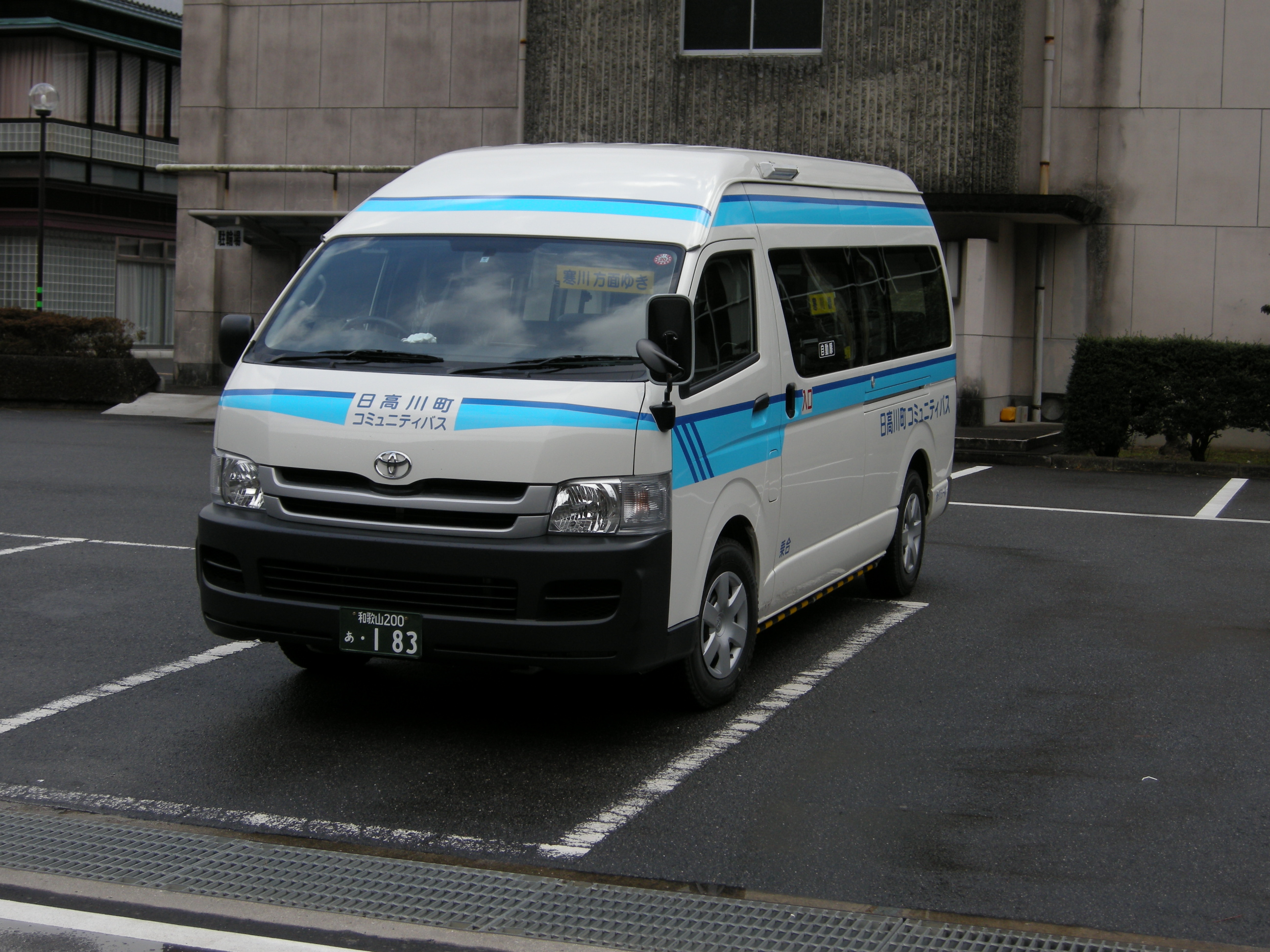
日高川町社區巴士

西日本旅客鐵道紀勢本線通過最西端的主要市區，雖然在日高川的左岸設有和佐車站，但對於日高川右岸的居民反而是位於與御坊市交界處的道成寺車站較為方便。
西部市區內的客運路線主要由御坊南海巴士經營，東部山區則有有田鐵道經營經有田川町、南海市往返和歌山市的路線；此外還有日高川町社區巴士，同時田邊市住民巴士也有會進入日高川町的路線。

### 鐵路
- 西日本旅客鐵道
  - 紀勢本線：（←印南町） - 和佐車站 - （御坊市→）

### 公路
高速公路
- 阪和自動車道：（廣川町)） - 川邊交流道 - （御坊市）

## 觀光資源

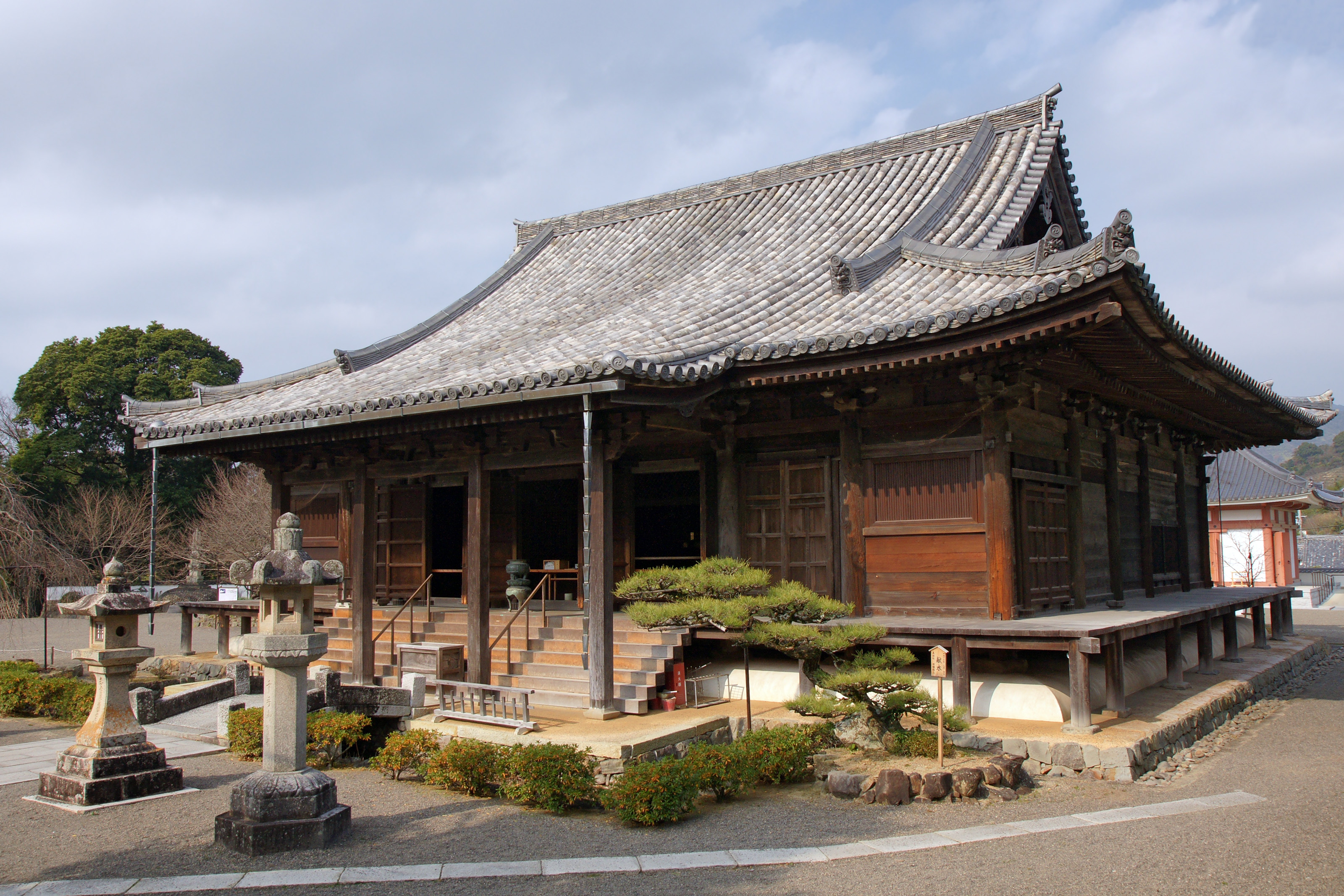
道成寺本堂

位於市區西側與御坊市交界處的道成寺建於701年，其以安珍與清姬的傳說故事而為人所知，其始建於14世紀的本堂已被列為重要文化財。

## 姊妹、友好城市

### 日本
- 泉大津市（大阪府）
最初由中津村與泉大津市在2002年締結為友好都市。
- 大阪狹山市（大阪府）
最初由美山村與大阪狹山市在2000年締結為友好都市。

## 外部連結
- （日語） 日高川町觀光協會 （页面存档备份，存于）
- （日語） 日高川町的Facebook專頁